# 福森和歌子
福森 和歌子（ふくもり わかこ、1970年1月6日 - ）は、日本の政治家。立憲民主党所属の衆議院議員（1期）。戸籍名は髙野 和歌子。

## 来歴
三重県伊賀市生まれ。小学生の頃に津市に移り住む。津市立西が丘小学校、高田中学校・高等学校を経て早稲田大学商学部を卒業し、早稲田大学大学院商学研究科商学専攻修士課程を修了する。株式会社電通勤務を経て、2021年より食品業界を中心としたコンサルタント業を手がける。2022年に社会福祉士の資格を取得した。
2023年7月31日、次期衆院選三重1区に立憲民主党公認で立候補すると表明。
2024年10月27日執行の第50回衆議院議員総選挙では、選挙区で自由民主党前職の田村憲久に敗れた。比例代表では国民民主党が比例名簿記載者が不足したため同党が獲得するはずであった2議席を次点政党の立憲民主党と自民党にそれぞれ1議席ずつ割り振られ、本来ならば比例でも次点だった福森も比例東海ブロックで復活当選することとなった。

## 選挙歴
| 当落 | 選挙                   | 執行日         | 年齢 | 選挙区      | 政党       | 得票数    | 得票率 | 定数 | 得票順位 /候補者数 | 政党内比例順位 /政党当選者数 |
| ---- | ---------------------- | -------------- | ---- | ----------- | ---------- | --------- | ------ | ---- | ------------------ | ---------------------------- |
| 比当 | 第50回衆議院議員総選挙 | 2024年10月27日 | 54   | 三重県第1区 | 立憲民主党 | 6万3770票 | 34.02% | 1    | 2/3                | 6/6                          |